# Nadaswaram
Een nadaswaram (Tamil: நாதசுவரம், nādḥasvaram) is een dubbelrietblaasinstrument uit Zuid-India. Het wordt traditioneel gebruikt in Carnatische muziek. De nadaswaram wordt vooral bespeeld in Tamil Nadu, Andhra Pradesh, Telangana, Karnataka en Kerala en in de noordelijke en oostelijke delen van Sri Lanka.
Dit instrument is een van de luidste akoestische instrumenten ter wereld, met uitsluiting van koperblazers. De nadaswaram lijkt op de Noord-Indiase shehnai en de Nepalese sahane, maar is veel langer, met een hardhouten klankbuis en een brede beker van hout of metaal.
Er zijn twee soorten nadaswaram: timiri en pari. De timiri nadaswaram is korter met een hoge grondtoon, de pari nadaswaram is langer en heeft een lagere grondtoon.

## Geschiedenis
Nadaswaram lijkt niet terug te gaan tot de oude Tamiltraditie. Noch de literatuur uit de Sangam-periode, noch de middeleeuwse literatuur geeft enige informatie over dit muziekinstrument. Sommige geleerden hebben geprobeerd het instrument te associëren met de "bankyam", een muziekinstrument dat in de Silappathikaram wordt genoemd, maar meestal wordt aangenomen dat dit een fluitachtig instrument is. Tot nu toe zijn er geen verwijzingen gevonden naar de nadaswaram in de inscripties die verwijzen naar muzikanten of naar de muzikanten die ermee verbonden zijn. Ook de thavil, een begeleidingsinstrument, is in geen van deze bronnen terug te vinden.

## Beschrijving

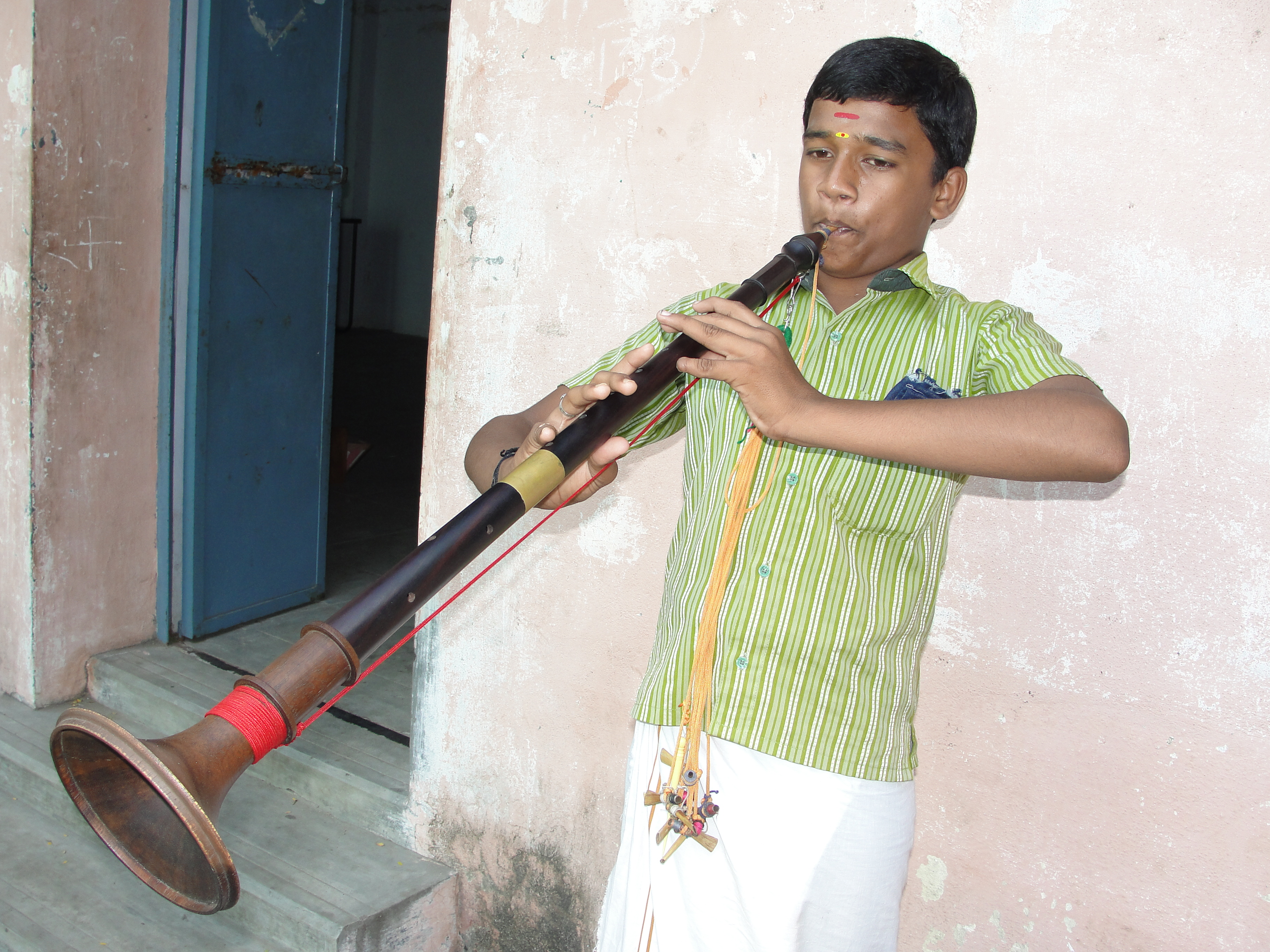
Een jonge man speelt de nadaswaram.

De nadasvaram bevat drie delen namelijk guzal (buis), thimiru (top) en anasu (beker). De totale lengte van het instrument is ongeveer 75 tot 90 centimeter.
De buis heeft een conische boring die geleidelijk groter wordt naar de onderkant. De top heeft een metalen nietje (mel anaichu) waarin een kleine metalen cilinder (kendai) is gestoken die het mondstuk van riet draagt. Met linten worden reserverietjes aan het instrument bevestigd en ook een ivoren of hoornen naald aan het instrument, die wordt gebruikt om speeksel en vuil te verwijderen van het riet. De verschillende rietjes worden gemaakt van allerlei soorten riet en bamboe, en worden gewisseld om verschillende klankkleuren te verkrijgen. Een beker (anasu) van koper, messing of lebbekhout (Albizia Lebbeck) vormt de onderkant van het instrument.
Traditioneel wordt het lichaam van de nadaswaram gemaakt van een boom genaamd aacha (Hardwickia binata), hoewel tegenwoordig ook bamboe, sandelhout, koper, messing, ebbenhout en ivoor worden gebruikt. Voor houten instrumenten wordt oud hout als het beste beschouwd, en soms wordt hout gebruikt dat is teruggewonnen uit gesloopte oude huizen.
De nadaswaram heeft zeven vingergaten en vijf extra gaten aan de onderkant die met was kunnen worden gevuld om de toon en klankkleur te wijzigen. De nadaswaram heeft een bereik van twee en een halve octaaf, vergelijkbaar met de bansuri, die ook een vergelijkbare vingerzetting heeft. In tegenstelling tot de fluit, waar halve en kwarttonen worden geproduceerd door het gedeeltelijk openen en afsluiten van de vingergaten, worden ze in de nadaswaram geproduceerd door de druk en kracht van de luchtstroom in de pijp aan te passen.

## Bespeling
In de Zuid-Indiase cultuur wordt de nadasvaram als een geluksbrenger beschouwd, en het is een belangrijk muziekinstrument dat wordt bespeeld in bijna alle hindoeïstische bruiloften en tempels in de Zuid-Indiase traditie. Dankzij het luide volume is het uiterst geschikt als buiteninstrument, en iets minder als concertinstrument voor een binnensetting.
Het instrument wordt meestal in duo's bespeeld, en begeleid door een paar drums genaamd thavil. De ottu, een soortgelijk dubbelrietinstrument, wordt specifiek ingezet als drone-instrument ter begeleiding van de nadaswaram. Tegenwoordig wordt deze regelmatig vervangen door een shruti-box. Een typisch ensemble genaamd Periyamelam bestaat uit één of twee nadaswaram-spelers, een ottu-speler, een thavil-speler en een jalra-speler.